# Santa Giulitta (Meleti)
Santa Giulitta è una frazione del comune italiano di Meleti, posta ad ovest del capoluogo.

## Geografia antropica
Santa Giulitta è posta su una piccola altura, in posizione dominante l'antico letto del Po (il cosiddetto «Po Morto»).

## Storia
La località di Santa Giulitta, oggi modesto insediamento rurale, ebbe certamente grande importanza nell'antichità: nel primo Ottocento, infatti, vi si rinvenne nelle vicinanze un vasto cimitero pagano, databile al più tardi alla fine del IV secolo e poi in parte corroso dalle inondazioni del Po.
Tale sito archeologico, unitamente ad altri ritrovamenti, ha portato a ipotizzarne una connessione con l'antica città romana di Acerrae, scomparsa anch'essa nella stessa epoca.
Nel medioevo venne trasferita a Santa Giulitta la parrocchia di Meleti, forse a causa delle inondazioni del Po; la parrocchiale di Santa Giulitta venne poi distrutta durante la guerra del 1494 dall'esercito di Carlo VIII, e pertanto la sede parrocchiale venne riportata a Meleti. Rimase una cappella dedicata ai Morti di Santa Giulitta, oggetto di devozione popolare fino alla sua demolizione agli inizi dell'Ottocento.

## Monumenti e luoghi d'interesse
A Santa Giulitta sorge un oratorio, intitolato ai santi Quirico e Giulitta, eretto nel 1630 per iniziativa del conte Dionigi Figliodoni e ampliato nel 1838-1839 su progetto dell'architetto Brilli.